# Payday 3
Payday 3 ist ein Ego-Shooter-Computerspiel, das von Starbreeze Studios und deren Tochterunternehmen Overkill Software entwickelt und am 21. September 2023 von Koch Media veröffentlicht wurde. Wie in den Vorgängern Payday: The Heist und Payday 2 spielen auch in Payday 3 Raubüberfälle wieder eine zentrale Rolle.

## Entwicklung
Die Entwicklung von Payday 3 startete im Oktober 2019, zwei Monate bevor Starbreeze die Umstrukturierung nach einer vorherigen Insolvenz abgeschlossen hatte. Im Gegensatz zu den Vorgängern wird Payday 3 dabei nicht mit der hauseigenen Diesel-Engine entwickelt, sondern mit der Unreal Engine.
Im März 2021 wurde bekanntgegeben, dass Koch Media sich die Publishing-Rechte an Payday 3 gesichert hat. Teil des Abkommens sei ein Investment von 50 Millionen Euro in die Entwicklung von Payday 3. Dadurch sollen die Entwicklung des Spiels und die ersten 18 Monate Live-Support vollständig finanziert sein. Seit Juni 2021 ist zudem bekannt, dass Payday 3 unter dem von Koch Media neu gegründeten Publishing-Label Prime Matter erscheinen soll.
Im zweiten Quartal 2021 wurde die Vorabproduktion von Payday 3 beendet und die Produktionsphase begonnen.

## Rezeption
Payday 3 überzeuge als gelungener Nachfolger mit verbesserter Grafiken, unterschiedlichen Lösungswegen und einer soliden Handlung. Die Auswahl an Levels hingegen sei gering und die Neuerungen im Vergleich zu Payday 2 fallen mager aus. Das Schießgefühl sei zwar verbessert, aber weiterhin zu plump, ebenso wie die Computergegner. Eine integrierte VoIP-Funktion fehle ebenso wie die Möglichkeit offline zu spielen. Die Szenarien seien sehr abwechslungsreich gestaltet. Die englischsprachige Vertonung sorge für immersive Stimmung. Der fehlende Feinschliff überschatte positive Aspekte. Es sei verfrüht erschienen.